# THE SOUND OF SUNRISE
『THE SOUND OF SUNRISE』（ザ・サウンド・オブ・サンライズ）は、2015年6月24日に発売された、Skoop On Somebodyの2枚目のミニ・アルバム。

## 概要
「朝」をテーマに作られたミニ・アルバム。

## 収録曲
作詞：S.O.S.・三浦北斗／作曲・編曲：S.O.S.（特記以外）
1. Beautiful Sound
  - 作詞・作曲：三浦北斗　編曲：太田貴之
2. LOVE?
  - 作詞・作曲：三浦北斗　編曲：JiN・川嶋フトシ
3. Gravity
4. Hello Today
  - 作詞・作曲：三浦北斗　編曲：JiN・川嶋フトシ
5. Sunny Day
6. SUNRISE

### 初回生産限定盤DVD
1. Beautiful Sound (Video Clip)
2. Beautiful Sound (English Ver.)
3. LOVE? (English ver.)